# تیموتی کرکپتریک
تیموتی کرکپتریک (انگلیسی: Timothy Kirkpatrick؛ زادهٔ ۱۱ ژوئن ۱۹۷۸) موسیقی‌دان، ترانه‌پرداز، و طبل‌زن اهل ایالات متحده آمریکا است. وی از سال ۱۹۹۳ میلادی تاکنون مشغول فعالیت بوده است.